# Ейлін Бреннан
Ейлін Бреннан (англ. Eileen Brennan; 3 листопада 1932 — 28 липня 2013) — американська акторка, найбільш відома за роль у фільмі Рядовий Бенджамін (1980) і однойменному телесеріалу (1981-83).

## Життєпис
Бреннан отримала свою першу серйозну роль в 1959 році в мюзиклі Маленька Мері Саншайн. Критики високо оцінили її гру, присудивши їй премію Obie Award як найкращій акторці небродвейского мюзиклу.
Найбільшу популярність Бреннан принесла роль капітана Дорін Льюїс у фільмі 1980 року Рядовий Бенджамін (Private Benjamin), за яку акторка була номінована на премію Оскар. У 1981 році вона стала лауреатом премії Еммі як найкраща акторка другого плану за ту ж роль в однойменному телесеріалі.
Фільмографія Бреннан налічує десятки інших популярних кінострічок, в тому числі фільм 1985 року Доказ (Clue), а також Афера (1973), Джиперс Криперс (2001) і Міс Конгеніальність 2 (2005).
Померла 28 липня 2013 в місті Бербанк (штат Каліфорнія) у віці 80 років після тривалої хвороби на рак сечового міхура.

## Фільмографія
| Рік  |    | Українська назва                             | Оригінальна назва                     | Роль                          |
| ---- | -- | -------------------------------------------- | ------------------------------------- | ----------------------------- |
| 1967 | ф  |                                              | Divorce American Style                | Юніс Тейз                     |
| 1971 | ф  | Останній кіносеанс                           | The Last Picture Show                 | Женевів                       |
| 1973 | ф  | Опудало                                      | Scarecrow                             | Дарлін                        |
| 1973 | ф  | Афера                                        | The Sting                             | Біллі                         |
| 1978 | ф  | Дешевий детектив                             | The Cheap Detective                   | Бетті Дебоуп                  |
| 1995 | тф | Шалена п'ятниця                              | Freaky Friday                         | директор школи місіс Гендель  |
| 2001 | ф  | Джиперс Кріперс                              | Jeepers Creepers                      | леді-кішка                    |
| 2003 | ф  | Гуртом дешевше                               | Cheaper by the Dozen                  | місіс Друкер (видалена сцена) |
| 2005 | ф  | Міс Конгеніальність 2: Озброєна і легендарна | Miss Congeniality 2: Armed & Fabulous | Керол Філдс                   |